# Bastak
Bastak est une ville du Hormozgan dans le sud de l'Iran. Elle est située non loin de Bandar Lengeh. Ses habitants parlent le bastaki, un dialecte du persan.